# Australian Associated Press
Die Australian Associated Press (AAP) ist eine Nachrichtenagentur in Australien, die ursprünglich 1935 von Keith Murdoch gegründet wurde. Nach einem Verkauf wurde die Agentur im August 2020 als Non-Profit-Organisation neu gegründet.
Die AAP beschäftigt circa 90 Mitarbeiter, die in allen Territorien Australiens sowie in Neuseeland und London arbeiten.
Der Schwerpunkt der AAP liegt auf Breaking News, sie berichtet auch über Gerichtsverhandlungen, Sport und produziert Erklärvideos und Grafiken. Sie gilt als einer der letzten Nachrichtendienste, die nicht regierungsnah sind.

## Geschichte
Im Jahr 1871 schloss die British-Australian Telegraph Company Australien durch ein Unterseekabel zwischen Java und Darwin an das internationale Telegrafennetz an. Die östlicheren Staaten wurden 1872 durch die Transaustralische Telegrafenleitung über Adelaide angeschlossen. Das Ergebnis war, dass Nachrichten aus Europa, die vorher Wochen gebraucht hatten, innerhalb von Stunden in Australien waren.
Die Melbourner Zeitung The Argus sowie der Sydney Morning Herald erwarteten hohe Kosten für die Übertragung von Nachrichten über die neuen Leitungen und schlossen mit Reuters einen Vertrag für die Übertragung nach Australien. Diese Gruppe betrieb Lobbyarbeit, die 1871 zum ersten Urheberrechtsgesetz der Welt führte, das elektronisch übermittelte Nachrichten für 24 Stunden unter Schutz stellte.
1885 waren drei Gruppen für die Versorgung Australiens mit internationalen Nachrichten verantwortlich – die The Argus Gruppe, die The Age Gruppe und die Reuters Telegraph Agency, die 1895 zur Australian Press Association fusionierten und einen Exklusivvertrag mit Reuters in Europa für Auslandsberichterstattung hatten.
Der australische Senat stellte nach einer Untersuchung 1909 fest, dass die Australian Press Association ein monopolistisches Kartell sei. 1911 wurde die United Cable Service als Konkurrent gegründet. Diese belieferte anfänglich The Sun und The Herald, bekam aber auch die Times als Kunden. Zwischen 1915 und 1921 hatte Keith Murdoch den Vorsitz inne. 1926 einigten sich die Australian Press Association und die United Cable Service darauf, den Service von Reuter aus Europa zu teilen.
Nachdem in den 1930er Jahren einige Zeitungen, die der Australian Press Association angehörten, insolvent geworden waren, begannen die beiden Kontrahenten Gespräche über eine Fusion.
1935 fusionierten die beiden Konkurrenten durch Vermittlungsarbeit von Murdoch zur Australian Associated Press. Diese wurde als Non-Profit-Organisation mit 14 Zeitungen als Aktionären gegründet. Die AAP hatte anfangs 12 Mitarbeiter und verfügte über ein Büro in London und New York.
Murdoch wurde der erste Vorsitzende bis 1940.
In der Charta des Dienstes wurde festgelegt, dass der Dienst Folgendes leisten sollte:

“the most accurate and most searching information of all the world’s activities and thought without any tendency toward or opportunity for the exercise of political partisanship or bias.”

„Die genauesten und gründlichsten Informationen über alle Aktivitäten und Gedanken in der Welt, ohne jegliche Tendenz oder Gelegenheit zur Ausübung politischer Parteilichkeit oder Voreingenommenheit.“

Anfänglich versorgte die AAP die australischen Medien nur mit Nachrichten aus Übersee, da die großen Zeitungen zu dieser Zeit bereits seit langem Gruppen für die Syndikation lokaler Nachrichten hatten.
1950 wurde eine Partnerschaft mit Reuters für die Berichterstattung aus Asien eingegangen. In den 1970er Jahren begann die AAP über die Parlamentssitzungen in Canberra sowie über Gerichtsprozesse, Sport, Rennen und den Aktienmarkt zu berichten. 1972 hatte die AAP Korrespondenten in Beijing, Los Angeles, Port Moresby, Saigon (heute Ho-Chi-Minh-Stadt), Singapur, Suva and Wellington sowie allen australischen Staaten und Territorien.

### New Zealand Newswire
Nachdem die neuseeländische New Zealand Press Association am 31. August 2011 geschlossen wurde, eröffnete die AAP ihre Abteilung New Zealand Newswire am 5. September 2011. Diese hatte Büros in Auckland, Wellington und Christchurch. NZN
hatte 14 Angestellte. NZN beendete die Produktion von digitalen Nachrichtenvideos im September 2017.
Am 27. April 2018 schloss die AAP nach knapp sieben Jahren die NZN-Abteilung.

### Neugründung AAP 2.0
Am 20. März 2020 wurde bekannt gegeben, dass die Aktionäre der AAP beschlossen hatten, die Nachrichtenagentur einzustellen, weil der Dienst im Wettbewerb mit kostenlosen Online-Inhalten nicht mehr tragfähig sei. Jedoch wurde AAP kurz vor der Schließung von einem Konsortium von Philanthropen gekauft. Die Gruppe, unter anderem bestehend aus Peter Tonagh, Nick Harrington, John McKinnon, Fred Woollard und Kylie Charlton, erklärte, sie wolle die Medienvielfalt fördern. Das Unternehmen wurde für den symbolischen Preis von einem Dollar an das Konsortium verkauft.
Der Dienst wurde am 1. August 2020 als Not-for-profit-Organisation unter demselben Namen neu gegründet, wird aber als „AAP 2.0“ bezeichnet, um sie von ihrem Vorgänger abzugrenzen.

## Dienstleistungen
Neben ihrer Haupttätigkeit als Nachrichtenagentur bietet die AAP mit FastCheck einen Faktencheck-Service, der vom International Fact-Checking Network des Poynter Institute akkreditiert ist. FastCheck hat eine Partnerschaft mit Facebook, um den Wahrheitsgehalt von Posts auf der Plattform zu überprüfen.